# سیارک ۲۲۹۴۷
سیارک ۲۲۹۴۷ (به انگلیسی: 22947 Carolsuh، نامگذاری:1999TW218) بیست و دو هزار و نهصد و چهل و هفتمین سیارک کشف شده‌است که در ۱۵ اکتبر ۱۹۹۹ کشف شد.
قدر مطلق سیارک برابر ۱۱.۲ است.